# Фатіх Хан
Фатіх (Фатх'Алі) Хан (1778  — 1818) — державний і військовий діяч Дурранійської імперії. Мав прізвисько «Таджбаш» (Коронована голова або Той, що коронує голови) — на кшталь європейського Царетворець.

## Життєпис
Походив з племені Мухаммадзай з пуштунського племенного об'єднання баракзай. Син Паїнда Хана і Бібі Аде, представниці клану Нусрат з племені Мухаммадзай. Його батько набув значної ваги за володаря Тимур-Шах Дуррані, якому допомігподолати суперників в Кандагарі та Кабулі. Народився Фатіх Хан 1778 року.
1799 року його батька разом з 14 сановниками було звинувачено новим правителем Земан-шахом у змові, після чого страчено. Ймовірно останній побоювався зростаючого впливу баракзаїв. Фатіх Хан також були прсиуджений до страти, але разом зі своїми рідними братами Асадом Ханом, Пурділ-ханом і Шерділ-ханом, а також приблизно 85 представники баракзая та алізай вті кдо Персії.
1800 року повернувся з військом, переміг завдяки зраді Ахмад Хана Нурзая й захопив Земан-шаха на шляху до Пешавару, наказавши виколоти йому очі в форті Джагдалак. 1801 року поставив на трон його брата Махмуд-Шаха Дуррані. Той призначив Фатіх Хана везір-і азамом. Внаслідок цього уся політична влада зосередилася в руках Фатіх хана, а Махмуд Шах більше уваги приділяв полюванню та розвагам. Це несподобалася представникам клану дуррані з племені абдалі та руштунам-гільзаї. В результаті 1803 року Махмуд-Шаха було повалено (він втік до хівинського ханства), а Фатіх Хан відступив до Герату. Невдовзі він приборкав  заколот Кайсар Шаха (брата Махмуд Шаха), але вимушен був погодитися на перехід влади до Шуджа-Шаха. 
1804 року призначений новим правителем Шуджа-Шахом Дуррані сардаром-і сардараном. Втім 1809 року допоміг Махмуд-Шаху повалити Шуджу-Шаха, який втік до Кашміру. Фатіх Хан розпочав політику зміцнення власної влади та баракзаїв, ставши фактичним володарем держави. Призначив брата Мухаммад Азім-хана сардаром Пешавару, ще одного брата Пурділ-хана — сардаром Кандагару, Шерділа — Газні, Коханділа — Баміаном, інших братів — Наваб Асад Хана і Наваб Самад Хана — Дераджатом і Сіндом відповідно. Молодший брат Дост Мухаммед став наджибом Кабула. Стриєчний брат Рахмділ Хан отримав сардарство Белуджистану, небіж Наваб Мухаммад Заман Хан — Джелалабаду.
1812 році вдерся до Кашміру, звідки вигнав Ата Мухаммад-хана Бамізаї, післячого став сардаром Кашміру. Призначивши співсардаром свого брата Мухаммада Азім-хана. 1813 року Фатіх Хан взяв собі також сардарство Кухістану.
Водночас намагався обмежувати братів, щоб ті не ставали надмірнос амостійними. Втім це на завадило Шерділу, Пурділу і Мехрділу значно посилитися в Кандагарі. Того ж року в битві при Аттоці Фатіх Хан зазнав поразки від сікхів, внаслідок чого втратив половину Кашміру. Остаточно афганські війська залишили регіон у 1814 році.
В наступні роки активно чинив спротив персам, що намагалися захопити Герат. Втім поступово у нього погіршувалися відносини з Камран-Шахом, сином Махмуд Шаха. Той звинуватив Дост Мухаммеда, брата Фатіх Хана, про негідну про негідну поведінку в гаремі Фіруз ад-Діна (брата Махмуд Шаха) та образу дружини Маліка Касима, яка була сестрою Камран-Шаха. Зрештою 1817 року Фатіх Хана було підступно схоплено Фіруз ад-Діном та осліплено в Гераті. тут тримався в ув'язненні, а в серпні 1818 року в Саїдабаді (неподалік від Кабулу) страчений — розрубаний поступово на 5 частин.
Це призвело до повстання братів Фатіх Хана та більшості баракзаїв, відомого як «кхана джангі» та розпаду Дурранійської держави на ханства або «племінні князівства» (мулук аль-таваджіфі).